# La Graciosa

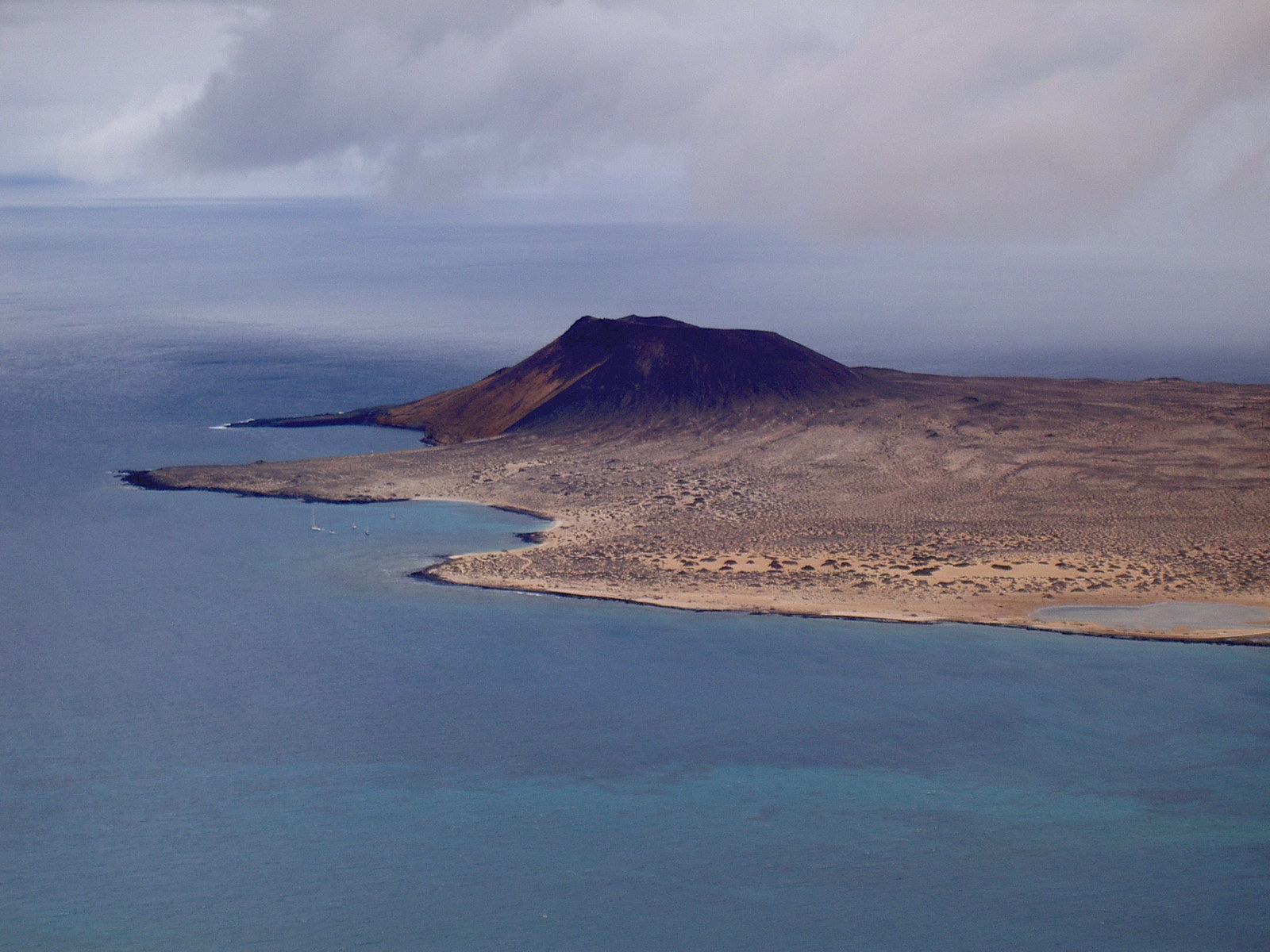
La Graciosa sedd från Lanzarote

La Graciosa är en ö i den spanska ögruppen och autonoma regionen Kanarieöarna, i Atlanten utanför Afrikas nordvästra kust. Ön tillhör provinsen Las Palmas och kommunen Teguise på Lanzarote. Liksom de andra Kanarieöarna formades den av Kanariehetfläcken. Ön är en del av Parque Natural del Archipiélago Chinijo (Chinijoarkipelagens naturpark).

## Geografi
Ön ligger 2 kilometer norr om Lanzarote vid sundet Río och är en del av Chinijoarkipelagen tillsammans med öarna Montaña Clara, Roque del Este, Roque del Oeste och Alegranza. Den största orten på La Graciosa är på ön Caleta de Sebo där de flesta invånarna bor. Den ligger på öns sydöstra del och hamnen som omges av byggnader består av två pirar och en småbåtshamn. Ett mindre samhälle finns också, Casas de Pedro Barba. Ön är förutom bergsområdena nästan helt uppbyggd av vulkansand.
La Graciosas längd är 8 kilometer och den är 4 kilometer bred. Öns yta är 29 km². Det finns inga vattenkällor på ön utan vattnet körs dit med båt. Det högsta berget är Aguja Grandes med toppen El Pico Malpaso 266 m ö.h. och det näst högsta är Las Agujas Chicas med 257 m ö.h. Övriga berg på ön är Montaña Amarilla som ligger i sydväst och Monte Bermeja i nordost som vittrar sönder i de nedre delarna. Monte Bermeja är 178 m ö.h. och bergstoppen är formad som en krater. Bergen finns i de norra och västra delarna medan övriga delar av ön är svagt kuperade. På grund av terrängen så är 70 procent av alla motorfordon Land Rovers. 

## Befolkning och politik
La Graciosa är den enda av de mindre Kanarieöarna som är bebodd. Ön har ungefär 750 invånare och de huvudsakliga näringarna är turism och fiske. Öns huvudort är Caleta del Sebo med 720 invånare (januari 2023), som till största delen lever av fiske och turism. Det finns en skola, apotek, postkontor, affärer, hamn, stränder, banker och ett torg där det går att hyra cyklar. Ön har båtförbindelse med Orzola på Lanzarote dit det tar 20 minuter med färja. 
La Graciosa administreras av kommunen Teguise på den närliggande ön Lanzarote. 2018 deklarerades La Graciosa officiellt som den åttonde Kanarieön av Spaniens senat, men i praktiken hade det ingen betydelse. Innan dess hade ön status som holme.